# Sacro Cuore (Tirano)

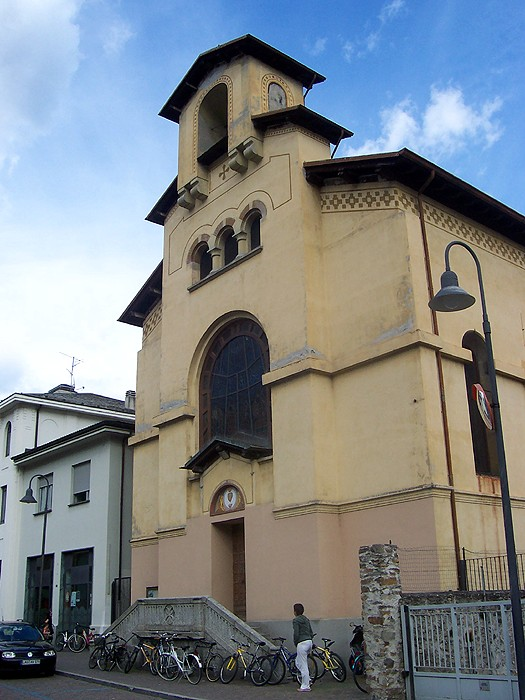
Chiesa del Sacro Cuore in Tirano

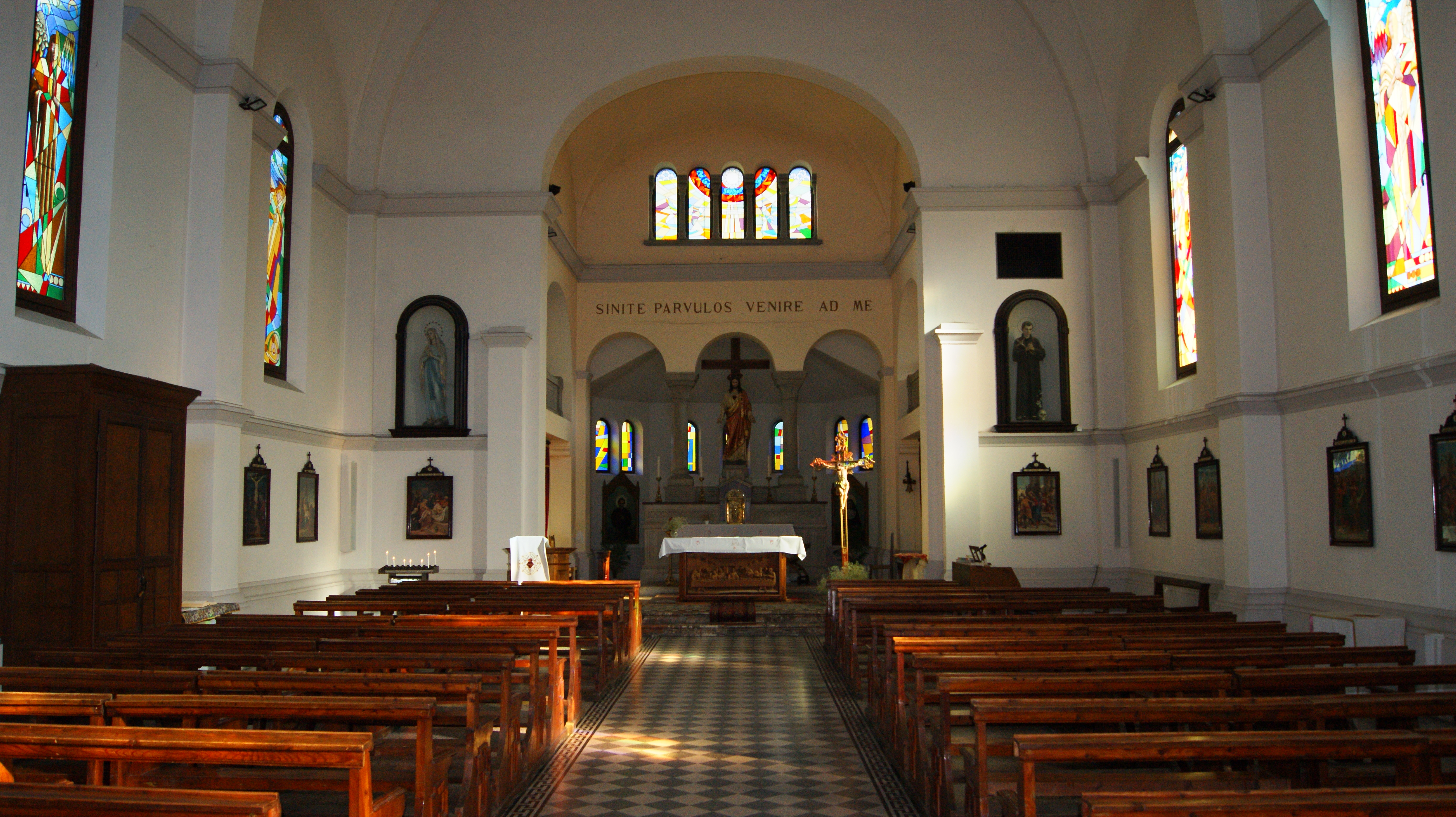
Kirchenschiff und Chor

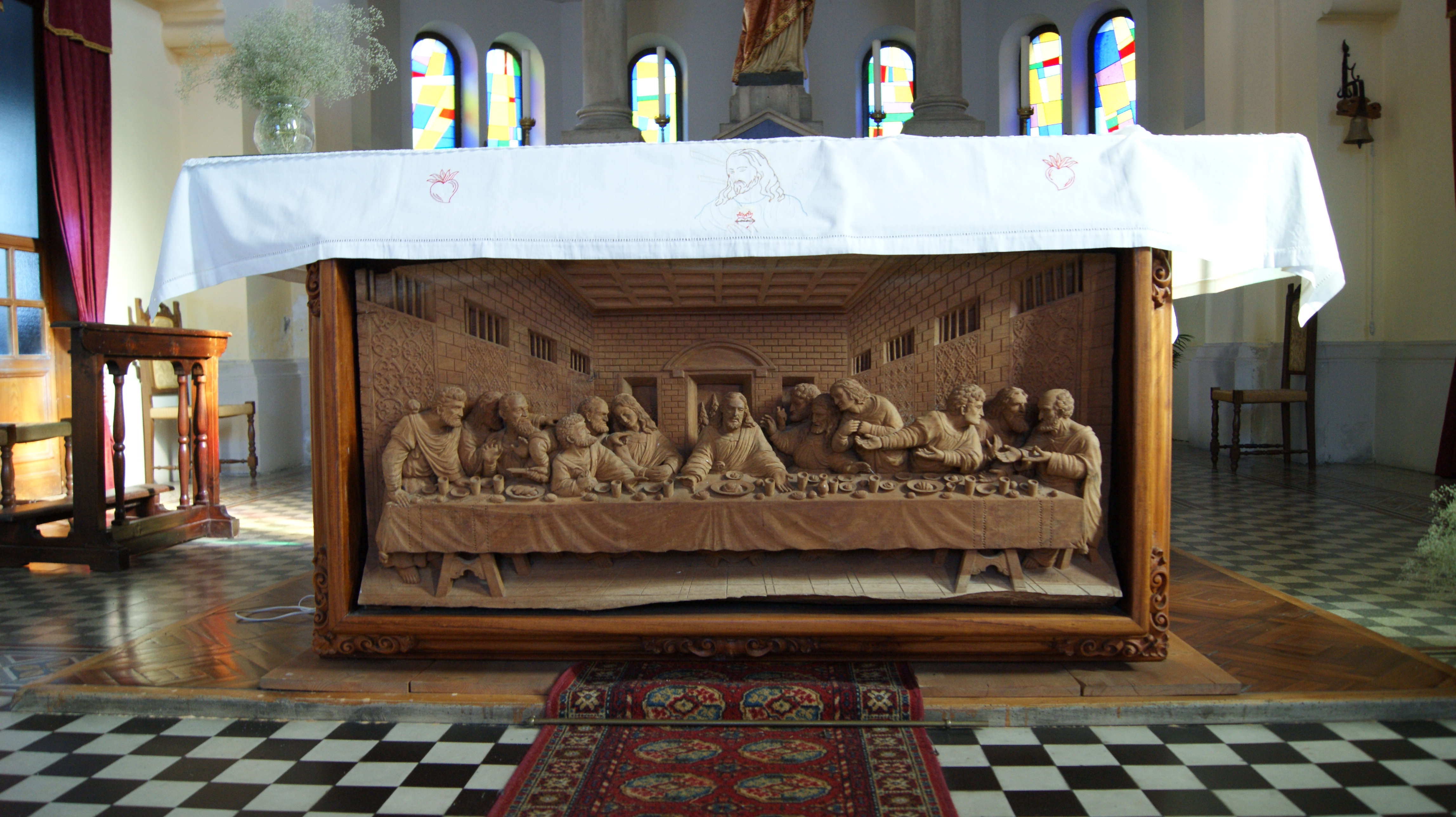
Altar

Die Kirche Sacro Cuore (it.: Chiesa del Sacro Cuore, auch Oratorio Sacro Cuore) ist eine römisch-katholische Kirche in Tirano in der italienischen Provinz Sondrio, Region Lombardei. Die Kirche gehört zur Kirchenregion Lombardei, dem Bistum Como, und ist dem Heiligsten Herz Jesu gewidmet.

## Lage und Geschichte
Die Kirche liegt in der Nähe der Piazza Marinoni inmitten von Tirano und ist mit dem Chor zur Adda gerichtet.
Die weitgehend in Hellbraun gehaltene Kirche wurde laut Inschrift in der Kirche um 1910 durch Giacomo Merizzi (15. August 1834 – 22. März  1916) gestiftet (Titularerzbischof von Mocissus und Ancyra und Bischof von Vigevano).

## Gebäude

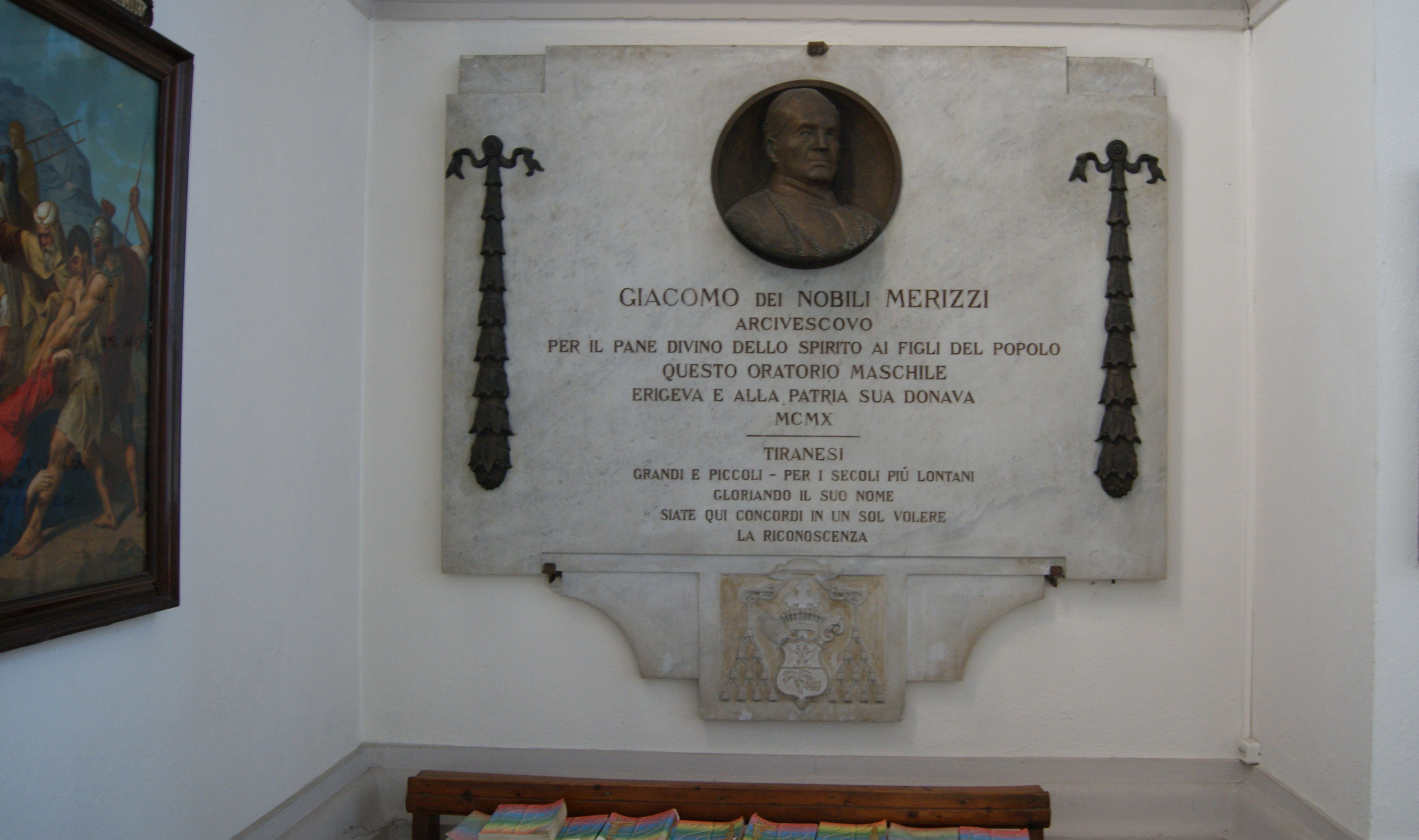
Gedenktafel für den Errichter der Kirche, Erzbischof Giacomo Merizzi

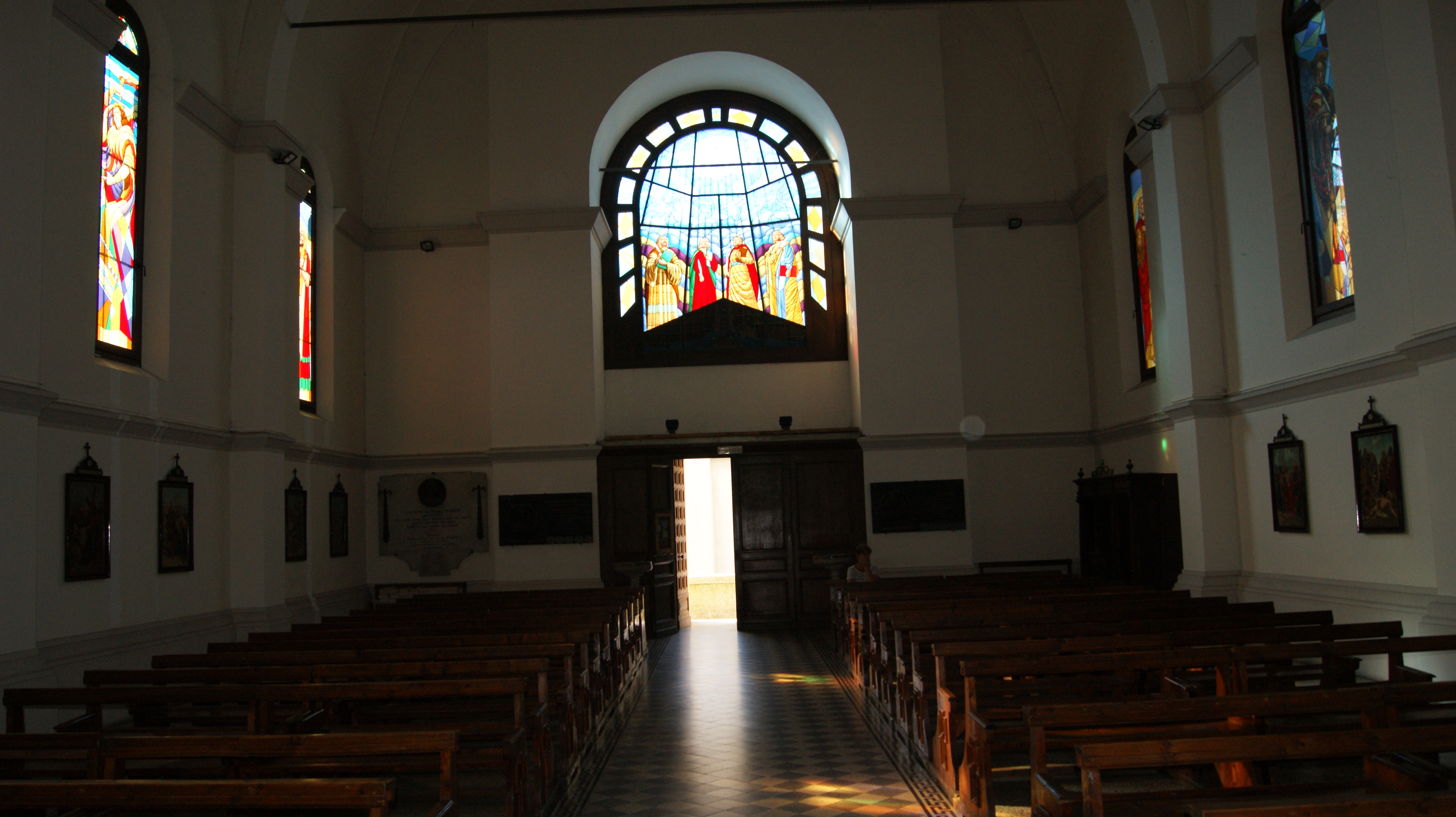
Haupteingang mit Glasfenster

Die Glocken der Kirche sind in einem Glocken-Dachreiter direkt über dem Hauptportal angeordnet. Über der Türe des Haupteingangs befindet sich in einer halbrunden Vertiefung im Mauerwerk ein Mosaik mit einer Darstellung von zwei Engeln, die in der Mitte  einen Kelch, darüber das Herz Jesu und die Ewige Flamme bewachen bzw. anbeten. Kelch, Herz Jesu und die Flamme befinden sich in einem blauen Kreis. Über dieser Darstellung befindet sich ein großes Glasfenster mit farbigen Malereien und Figuren. Weitere farbige Glasfenster mit figürlichen Darstellungen finden sich entlang der Längsseiten des Kirchenschiffs.
Über der Apsis steht der lateinische Sinnspruch: Sinite parvulos venire ad me (dt.: Lasset die Kinder zu mir kommen).
Das Innere der Kirche ist weitgehend in Weiß gehalten und an den Wände die Kreuzwegstationen (gerahmte Bilder). Links und rechts des eingezogenen Chorbogens stehen in die Mauer eingelassen zwei Heiligenstatuen (links die Gottesmutter). Der Chor ist über zwei Steinstufen vom Kirchenschiff abgetrennt. Der steinerne Hochaltar wird von einem großen Kreuz, vor dem eine Staue des Jesus steht, dominiert. Die dunkelbraunen Kirchenbänke bieten für etwa 250 Personen einen Sitzplatz. Der Volksaltar ist aus Holz und zeigt an der Vorderfront eine recht plastische und lebensnahe, geschnitzte, Darstellung des letzten Abendmahls.